# Steve McQueen
Pour les articles homonymes, voir McQueen et Steve McQueen (homonymie).
Terrence Stephen McQueen, dit Steve McQueen, né le 24 mars 1930 à Beech Grove (Indiana) et mort le 7 novembre 1980 à Ciudad Juárez (Mexique), est un acteur et producteur de cinéma américain, par ailleurs pilote automobile et pilote de moto.
Surnommé « Le Roi du cool », il tient des rôles d'antihéros se développant au plus fort de la contre-culture des années 1960 et faisant de lui l'un des acteurs les plus populaires au box-office des années 1960 et 1970,.
Révélé au grand public avec la série télévisée Au nom de la loi (1958-1961), McQueen reçoit une nomination aux Oscars pour son rôle dans le film La Canonnière du Yang-Tsé (1966). Ses autres films populaires incluent Le Kid de Cincinnati (1965), L'Affaire Thomas Crown (1968), Bullitt (1969), Guet-apens (1972) et Papillon (1973), ainsi que les films choraux réunissant plusieurs grands acteurs, comme Les Sept Mercenaires (1960), La Grande Évasion (1963) et La Tour infernale (1974).
En 1974, il devient la vedette de cinéma la mieux payée au monde, bien qu'il ne tourne ensuite plus de films pendant quatre ans. McQueen était combatif avec les réalisateurs et producteurs, mais sa popularité fit de lui un acteur très demandé, ce qui lui permit d'obtenir de gros cachets. Incarnant plus que tout autre la liberté et l'individualisme chers aux Américains, il avait pour devise, confirmant sa personnalité : « Je vis pour moi et n'ai de comptes à rendre à personne. »

## Biographie

### Enfance, formation et débuts
Terrence Stephen McQueen naît au Beech Grove Hospital (Indiana) le 24 mars 1930. Sa mère, Julia Crawford (1910-1965), âgée de 19 ans, est la fille de Victor Crawford et Lilliam Thomson, de Saint-Louis.
Enfant unique, il n'a pas connu son père, William McQueen, un pilote d'avion de voltige aérienne et ancien militaire de la Navy qui a quitté sa mère six mois avant sa naissance. Danseuse de cabaret se prostituant, sa mère, alcoolique (tout comme son père), l'abandonne à sa naissance dans une ferme. Il est élevé par son grand-oncle, Claude W. Thomson (1873-1957), à Slater dans le Missouri dans la ferme appelée « Thomson Farm ». Son grand-oncle possédait quelque quarante vaches laitières. Dans un documentaire de 2014 Neile Adams raconte que McQueen fera plus tard des recherches pour retrouver son père, mais qu'il ne retrouvera sa trace que quelques jours après la mort de celui-ci.
Lorsqu'il a douze ans, sa mère revient d'Indianapolis pour le reprendre, mais le jeune Terrence ne lui pardonne pas de l'avoir délaissé. Il part toutefois avec elle à Los Angeles. Adolescent incontrôlable, il se mêle aux bandes de voyous de Los Angeles, passe son temps à s’échapper du foyer Boys Republic (en) dans lequel il est placé, et frôle la délinquance. Il quitte très tôt l'école, s'engage dans la marine marchande et voyage jusqu'en République dominicaine. Il revient aux États-Unis, à Port Arthur au Texas. Après un passage chez son grand-oncle à Slater, il part pour l'Ontario au Canada et travaille durant une saison comme bûcheron. Il revient aux États-Unis et participe à un cirque itinérant.
En avril 1947, à l'âge de 17 ans, il fait son service militaire chez les Marines à Myrtle Beach en Caroline du Sud, où il est conducteur de char et mécanicien dans la 2e division des Marines.
En 1950, il arrive à New York et, avec son pécule de soldat, s'installe à Greenwich Village où il loue une chambre avec lavabo pour 19 dollars par mois. Il rencontre sa mère, qui a aussi emménagé à New York. Il travaille comme docker en journée et, le soir, fait du porte-à-porte pour vendre des encyclopédies.
C'est à cette époque qu'il se lie d'amitié avec un étudiant en art dramatique, Mark Rydell. Sans vocation, McQueen décide d'embrasser la carrière d'acteur lorsque son copain Rydell lui dit qu'à Hollywood il y a beaucoup de filles. En tant qu'ex-marine, il peut bénéficier des aides financières du G.I. Bill pour faire des études, si bien qu'il s'inscrit en juin 1951 à la Neighborhood Playhouse School of the Theatre de Sanford Meisner, puis étudie à l'école HB Studio durant 2 ans, et à l'Actors Studio de New York,.
En 1955 il fait ses débuts à Broadway dans la pièce A Hatful of Rain. En juin 1956, il rencontre la danseuse professionnelle de Broadway Neile Adams, qu'il épouse le 2 novembre 1956. La même année, le couple quitte New York pour Las Vegas, où sa femme trouve un emploi comme danseuse au casino Tropicana Las Vegas. Elle quitte le casino en 1958, et le couple part s'installer dans une maison à North Hollywood. C'est alors que le producteur de télévision Vincent M. Fennelly et l'agent artistique Abe Lastfogel le repèrent et lui font signer son premier contrat pour jouer dans une série télévisée de western appelée Trackdown.

### Carrière cinématographique
En 1956, Steve McQueen tourne dans son premier film, Marqué par la haine, sous la direction de Robert Wise. Sa figuration étant peu importante, il n'apparaît pas au générique. Insolent et incontrôlable, il est longtemps condamné à faire de la figuration.

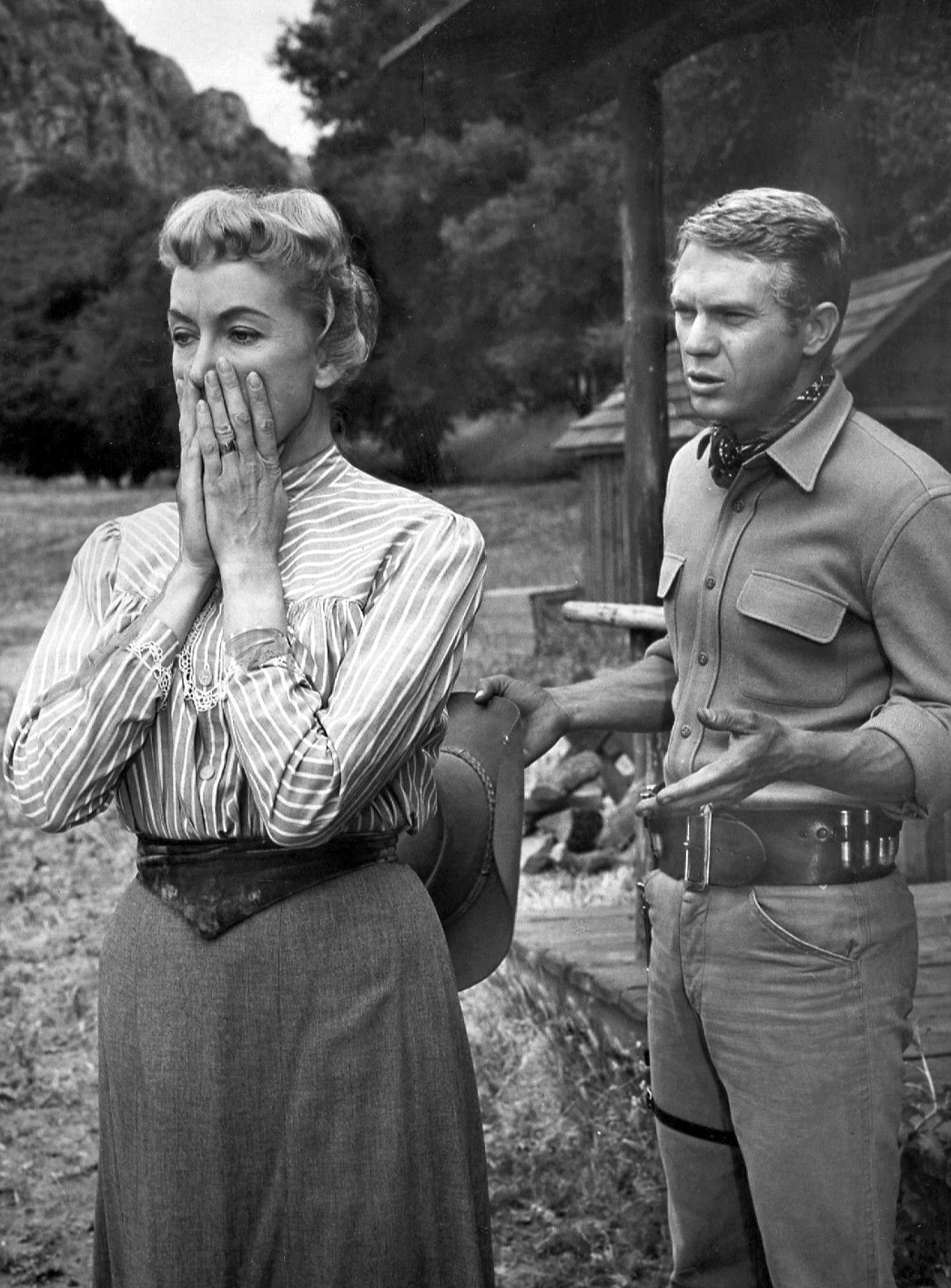
Virginia Gregg et Steve McQueen en 1959 dans la série télévisée Au nom de la loi.

En 1958, il obtient le premier rôle majeur de sa carrière cinématographique avec Danger planétaire (The Blob), un film d'horreur et de science-fiction. Film à l'intérêt limité (l'acteur en plaisantera par la suite en affirmant que c'est son « meilleur rôle »), celui-ci sera pourtant déterminant car il le fera repérer par le producteur Dick Powell qui demandera à visionner le film.
Impressionné par le jeu de l'acteur qui campe un rebelle solitaire et sans peur, Powell lui obtiendra un rôle dans la série télévisée Au nom de la loi où McQueen incarne Josh Randall, un chasseur de primes de l'Ouest américain armé d'une carabine Winchester modèle 1892 à crosse et canon sciés. Bien décidé à ne pas laisser passer sa chance, il apporte son expérience, faisant modifier les scénarios et ses dialogues pour rendre son personnage plus crédible. De 1958 à 1961, il jouera dans les 94 épisodes des trois saisons de la série. Du jour au lendemain, il rencontre le succès et devient en peu de temps l'une des figures télévisuelles les plus connues d'Amérique,.

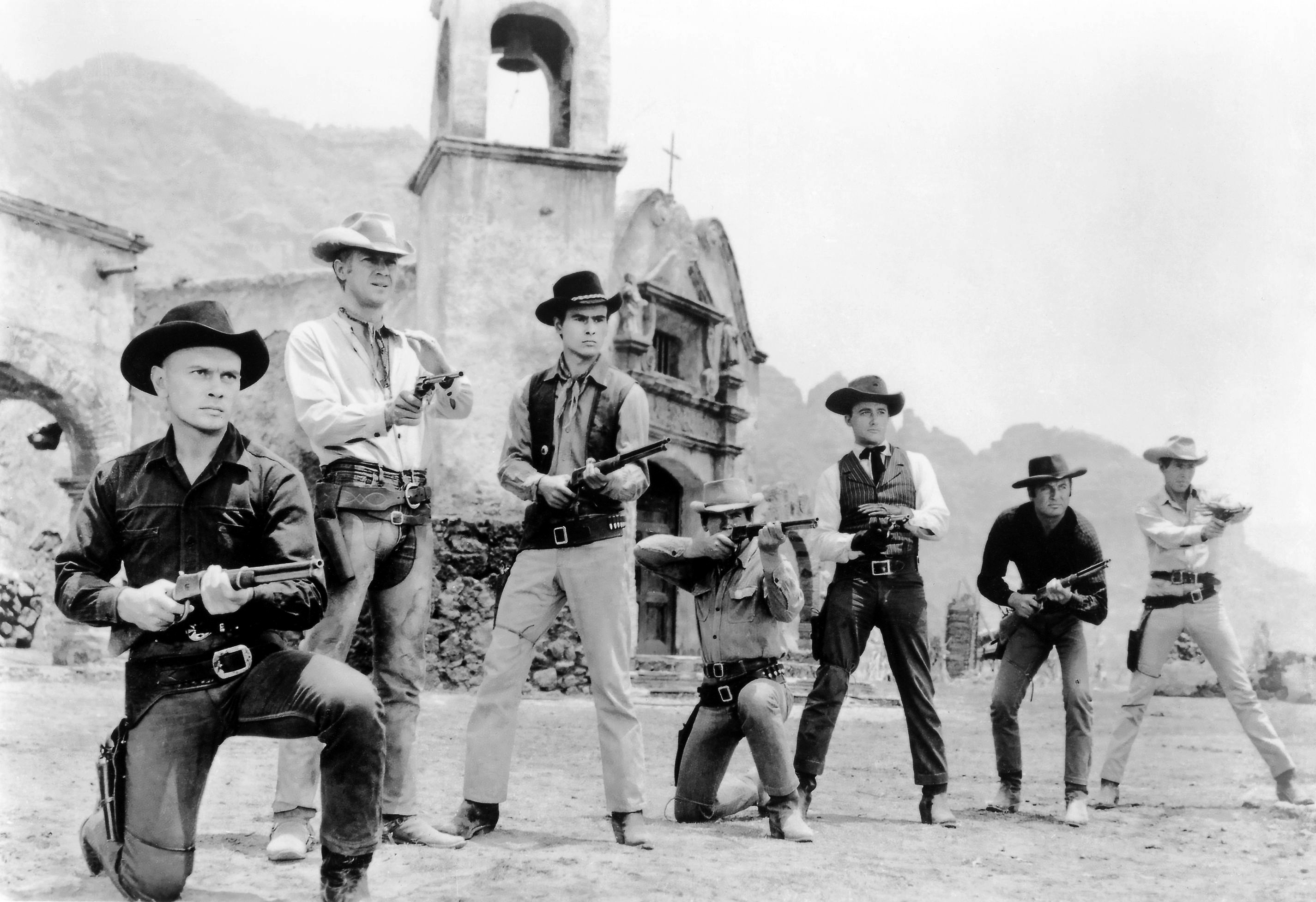
Les acteurs principaux du film Les Sept Mercenaires (1960), dont Yul Brynner (à gauche) à côté de Steve McQueen.

Dans les années 1960, il tourne à plusieurs reprises avec John Sturges, d'abord dans La Proie des vautours (1959), qui le révèle auprès des cinéphiles. Mais il fait surtout partie du casting du film Les Sept Mercenaires (1960) aux côtés de Yul Brynner, Charles Bronson et James Coburn, entre autres. Yul Brynner, la star du film, est la « cible » pour McQueen qui, du fait de son caractère de compétiteur né, s'ingénie à « voler les scènes » où il apparaît avec la vedette, multipliant les stratagèmes pour déconcentrer Brynner. Pour ce film, McQueen a dû simuler un accident de voiture afin de se libérer du tournage de la série Au nom de la loi.[réf. nécessaire] Avec ce rôle, il est l'un des premiers acteurs de télévision faisant une transition réussie vers le cinéma.
Libéré de son contrat pour Au Nom de la Loi dès la fin de l'année 1960, il remplace Cary Grant pour la comédie Branle-bas au casino (1961), puis tourne dans deux films de guerre, L'Enfer est pour les héros (1962) et, la même année en Angleterre, L'Homme qui aimait la guerre.
Au cours de l'été 1962, il retrouve John Sturges en Allemagne à l'occasion de La Grande Évasion. Ayant désormais la faveur des producteurs de cinéma, l'acteur comprend que pour rester au sommet il lui faut imprimer sa marque dans ses rôles. Ne voulant pas n'être qu'un simple acteur dans un film choral, il cherche à donner de l’importance à son personnage. Déçu, il claque la porte du studio. Pris de panique, United Artists accepte de lui adjoindre un scénariste pour mettre en valeur son personnage, McQueen faisant réécrire quelques scènes. Ivan Moffat, le scénariste, lui ajoute à sa demande des détails supplémentaires, comme l'utilisation de la balle et du gant de baseball, qui contribueront à son succès. Fan de moto et de courses dans le privé, McQueen intègre aussi sa passion dans le film en suggérant là aussi des idées personnelles, comme dans la scène de l'évasion de son personnage à moto. Il effectue lui-même plusieurs cascades, les autres étant réalisées par le cascadeur d'Hollywood Bud Ekins (en) dont il est proche, notamment la scène où son personnage saute par-dessus la barrière de la frontière germano-suisse avec sa moto, scène qui est restée dans les mémoires. Le film est un succès et confirme McQueen comme l'un des acteurs les plus populaires du moment.

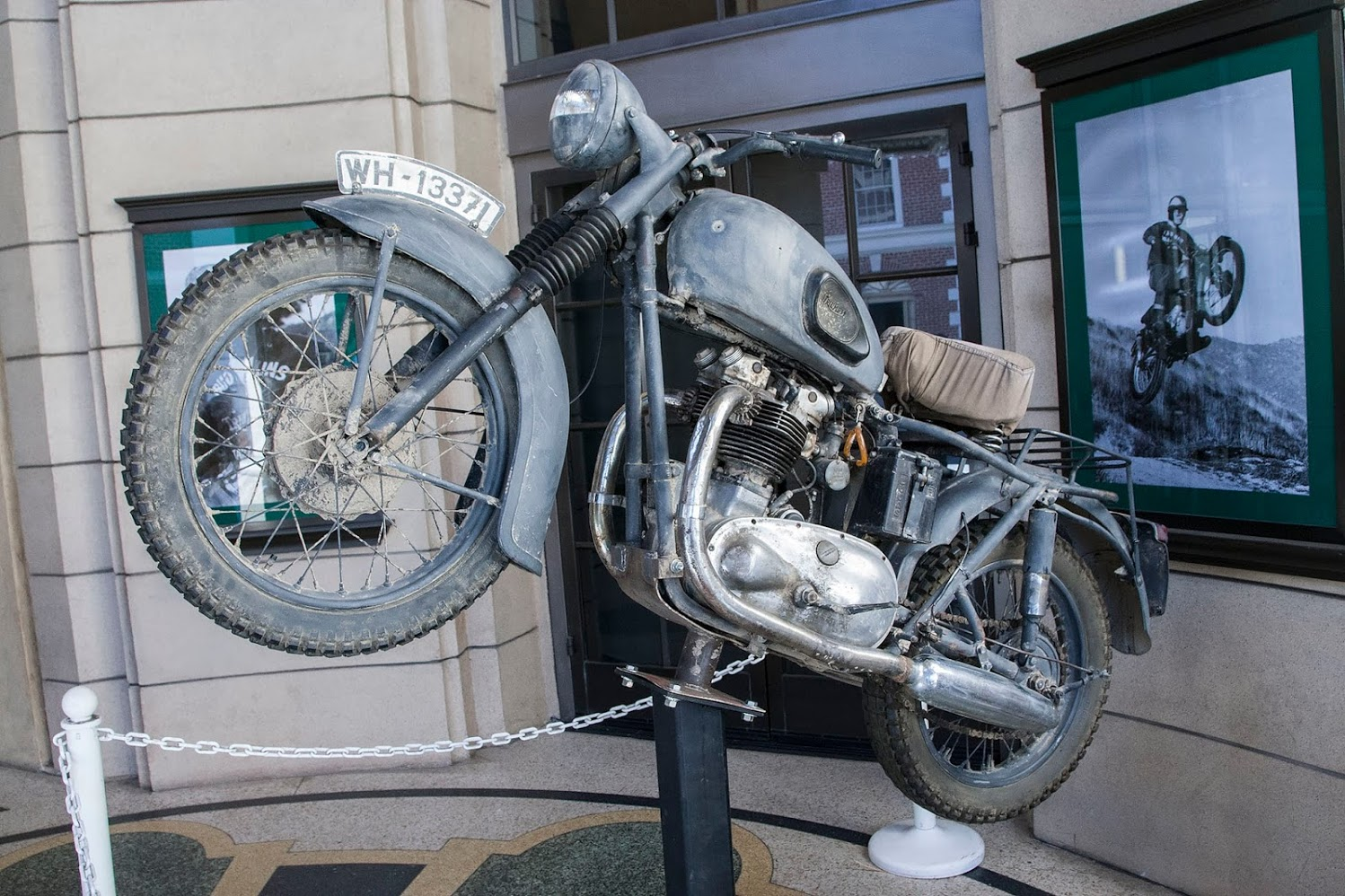
La moto Triumph Trophy TR6 utilisée par le cascadeur Bud Ekins dans La Grande Évasion.

De retour aux États-Unis, il se retrouve pour la première fois dans une comédie sentimentale, Une certaine rencontre (1963) de Robert Mulligan, où il a pour partenaire l'héroïne de La Fureur de Vivre, l'actrice Natalie Wood. Suivront la même année deux films mineurs mitigés, La Dernière Bagarre et Le Sillage de la violence, qui feront douter ses fans pour la suite de sa carrière.
Fin 1964, il retrouve les plateaux de cinéma en incarnant dans Le Kid de Cincinnati le rôle d'Eric Stoner, un joueur de poker professionnel des années 1930. Pour sa première collaboration avec Norman Jewison qui remplace Sam Peckinpah, congédié par le producteur, ce film est l’occasion pour McQueen de se confronter au légendaire acteur d'Hollywood Edward G. Robinson. Toujours animé de son esprit de compétition, il demande à Jewison un avis sur Robinson, n'étant pas sûr d'être de taille. Dans la scène où les deux acteurs jouent au poker l'un contre l'autre, la tension est palpable. D'autres acteurs du film se plaignent au réalisateur des manies de McQueen, ce dernier faisant exprès de ne pas les regarder dans les yeux quand il joue. L'apparente décontraction, la réserve et le self-control de McQueen cachent en réalité un manque de confiance en soi, Jewison lui disant qu'il a besoin d'un metteur en scène plus âgé que lui, une sorte de père de substitution, pour le faire avancer. C'est le début d'une association fructueuse et loyale entre les deux hommes. Dans ce film, McQueen montre la facette magnétique et glaçante de son jeu d'acteur, liée à sa personnalité ayant pour origine son enfance et sa jeunesse difficiles.
En 1965, il signe avec Paramount un western, Nevada Smith, mis en scène par le vétéran Henry Hathaway, avant de s'embarquer pour un très long tournage avec le réalisateur de ses débuts, Robert Wise dans La Canonnière du Yang-Tsé (1966). Le film, une épopée dramatique se déroulant dans la Chine des années 1920, est tourné en partie à Hong Kong et à Taïwan. En 1967, La Canonnière du Yang-Tsé entre en lice pour huit Oscars, McQueen obtenant sa seule nomination pour l'Oscar du meilleur acteur de sa carrière. Mettant à profit son expérience dans l'armée pour ce rôle, le film évoquant certains aspects de sa propre vie, il parvient à faire passer des émotions sans dire un seul mot, en jouant de manière instinctive, supprimant plusieurs de ses lignes de texte pour mettre l'accent sur certaines répliques importantes. En 1966, le New York Daily News juge que c'est la meilleure performance de sa carrière.
En 1968, il tourne dans un de ses films les plus célèbres : L'Affaire Thomas Crown, pour lequel il retrouve Norman Jewison et donne à sa partenaire Faye Dunaway le baiser le plus long du cinéma, sur la musique de Michel Legrand (couronnée aux Oscars). Dans ce film, l'acteur montre une nouvelle facette de son jeu en incarnant le rôle à contre-emploi d'un millionnaire divorcé et séducteur qui prépare un casse, bien loin de ses rôles de cowboy et de soldat ou de sa passion pour le motocyclisme. Mais, stimulé par ce défi bien que n'étant pas au départ l'acteur favori, il parvient à convaincre son ami Jewison d'occuper le rôle. Il excelle encore une fois par sa capacité à exprimer son jeu par les non-dits, les jeux de regards, notamment lors de la scène de la partie d'échecs, un des moments forts du film. Par ailleurs, il parvient à caser sa passion de la vitesse et du pilotage avec la scène où il conduit un dune buggy sur la plage avec une Faye Dunaway pétrifiée de peur à ses côtés.
La même année, il incarne un policier dans Bullitt de Peter Yates, un film qui contient une séquence culte de poursuite automobile à travers San Francisco et qui fera date. Indiquée dans le scénario uniquement par deux mots : « course poursuite », la scène sera imaginée par l'acteur, qui aura carte blanche pour faire ce qu'il veut. Il réfléchit notamment au type de véhicule qu'un policier pouvait se payer à l’époque, choisissant une GT 390 pour chasser la « Mopar » Dodge Charger. Il fait engager le cascadeur Bill Hickman (en) et commence à s’entraîner avec lui sur le circuit de Cotati, au nord de San Francisco. La scène, très réaliste, est le point fort du film. Avec Bullitt, sorti en 1968, l'acteur deviendra une icône de la contre-culture.
En 1969, on le retrouve dans Reivers, avec un scénario inspiré du dernier roman de William Faulkner.
Par la suite, il tente de lier son amour pour la vitesse et les courses automobiles avec le cinéma. Il s'était déjà proposé à John Frankenheimer pour avoir un rôle dans Grand Prix, mais Frankenheimer refusa en déclarant qu'il souhaitait mettre en avant le spectacle automobile et non un acteur. Il décide alors de réaliser un film sur les courses de Formule 1 et le sport automobile, Day of a Champion, un projet qui ne verra jamais le jour car les producteurs trouvèrent trop léger le scénario de Tom Purdy, critique automobile de Playboy, et aussi à la suite de quelques ennuis de santé de l'acteur durant le tournage de La Canonnière du Yang-Tse. De ce projet avorté naîtra le film Le Mans en 1970.

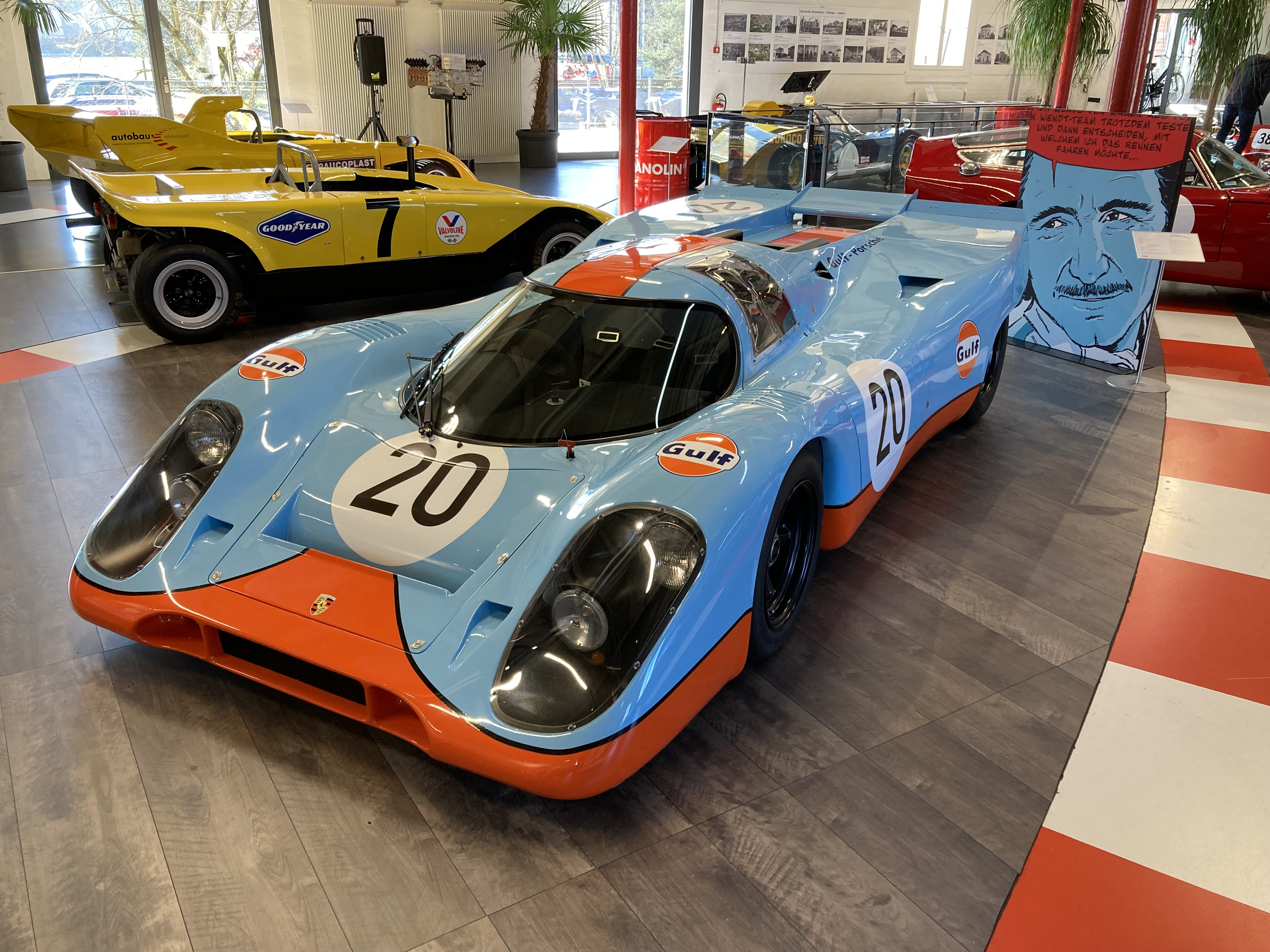
La Porsche 917 KH pilotée par Joseph Siffert et Brian Redman aux 24 Heures du Mans 1970.

L'absence de scénario pour Le Mans et les dépenses excessives de tournage conduisirent le réalisateur, John Sturges, et le monteur, Ferris Webster, à démissionner, à la suite de pressions de la production. Par ailleurs, l'obsession de McQueen pour le film lui fit perdre les pédales, l'acteur passant son temps avec l'équipe des pilotes du film, puis ne tournant plus ses scènes à la suite d'une altercation avec Sturges. Lee H. Katzin reprend la réalisation dans des conditions difficiles. Le tournage du film est par ailleurs retardé par de graves accidents, notamment la perte d'une jambe affectant un des pilotes. Le tournage s’avéra également éprouvant et démoralisant pour McQueen puisqu'il fut privé, à cause du refus des assureurs du film, d'une participation aux véritables 24 Heures du Mans, pourtant la raison principale de sa venue en France pour tourner ce film. À l'origine, McQueen voulait réellement participer aux 24 heures du Mans et inclure dans le film des images et séquences de la vraie course. Par ailleurs, aux commandes du film depuis le départ de Sturges, McQueen n'en fit qu'à sa tête et prit de mauvaises décisions, personne n'ayant le courage de le contredire. Enfin, sa conduite hors plateau, notamment avec ses diverses conquêtes féminines et sa consommation de drogues, contribuèrent à détériorer l'ambiance de tournage, ainsi que le couple qu'il formait avec Neile Adams, qui divorcera en 1972.
L'échec commercial du Mans causera la faillite de sa société de production, Solar production. Dans l’intervalle, il co-produit en 1971 le film culte sur le sport motocycliste, On Any Sunday (Challenge One en France), réalisé par Bruce Brown.
Durant les années 1970, Steve McQueen est l'acteur le mieux payé de tout le show-business et tourne dans des films importants. Il joue, coup sur coup, dans deux films sous la direction de Sam Peckinpah. D'abord Junior Bonner (1972), une comédie dramatique dans laquelle il incarne un champion de rodéo, puis Guet-apens (1972), un polar assez violent. C'est pendant le tournage de ce dernier film qu'il rencontre l'actrice Ali MacGraw, alors épouse de Robert Evans, le patron de la Paramount. Ne pouvant résister au charisme de l'acteur, la jeune actrice débutante tombe sous son charme magnétique ; McQueen l'épouse en secondes noces le 31 août 1973.
En 1973, il tourne dans Papillon de Franklin J. Schaffner, adaptation du récit autobiographique d'Henri Charrière, où il tient le rôle titre aux côtés de Dustin Hoffman. Pour son rôle, encore une fois à contre-emploi, McQueen se donne corps et âme en incarnant un homme qui s'effondre et dont l’humanité est mise à mal, bien loin de ses rôles habituels d'homme dur et viril. Le tournage, réalisé en Jamaïque, est difficile et physiquement éprouvant (chaleur moite et torride, vase, journées de tournage de 12 heures). L'une des scènes du film montre McQueen sautant d'une falaise à pic dans la mer ; l'acteur fera la cascade lui-même. Il finit le tournage épuisé et se met en retrait des plateaux pendant quelque temps.
Guet-apens et Papillon seront des succès, et montreront que l'acteur a digéré l'échec du film Le Mans tout en conservant une popularité intacte.
En 1974, il tourne dans La Tour infernale sous la direction de John Guillermin. Film catastrophe choral qui regroupe une pléiade de stars et qui connaît un immense succès commercial, l'œuvre est aussi l'occasion pour l'acteur de se confronter à Paul Newman, ce qui lui permet de relancer une rivalité qu'il avait avec lui depuis son premier rôle au cinéma, dans Marqué par la haine en 1956, l'un des premiers grands succès de Newman. Par jalousie, McQueen insiste pour avoir le même nombre de répliques que lui. McQueen avait auparavant laissé passer l'occasion de tourner avec Newman dans Butch Cassidy et le Kid en 1969. Ce film sera aussi le dernier de McQueen ayant un réel impact auprès du public. Ayant négocié des conditions financières favorables pour son rôle (pourcentage sur les bénéfices), l'acteur empoche grâce au succès du film 14 millions de dollars de l’époque (entre 60 et 80 millions pour 2018). Après ce film son image change. Il prend du poids, porte la barbe, et la rumeur décrit de supposés problèmes de toxicomanie.
Sur les conseils d'Ali MacGraw, il s'engage en 1976 sur un film très austère, Un ennemi du peuple, d'après la pièce d'Henrik Ibsen, qui ne sera distribué qu'en 1978 dans un tout petit nombre de salles. Mais son état de santé se dégrade, il est en fait rongé par un cancer des poumons.
Comme pour son épouse précédente, il obtient d'Ali MacGraw qu'elle arrête sa carrière, l'actrice devenant prisonnière de leur résidence de Trancas Beach à Malibu. Mais son mariage avec MacGraw s’effrite. Le visage bouffi, les cheveux blanchis, il reste trois ans sans tourner, refusant quantité de scénarios (notamment le premier rôle d’Apocalypse Now, pour lequel il exige un cachet astronomique car il n'a pas envie de passer seize semaines dans la jungle des Philippines), avant de se produire dans un western crépusculaire, Tom Horn. Sa carrière s'achève avec Le Chasseur qui sort en 1980.
Divorcé d'Ali MacGraw en 1978, il se marie avec le mannequin Barbara Minty (en) le 16 janvier 1980. Elle reste avec l'acteur jusqu'à sa mort, quelques mois plus tard.

### Maladie et décès
Steve McQueen développe une toux persistante en 1978. Il arrête la cigarette et suit un traitement antibiotique, mais son état ne s'améliore pas. Le 22 décembre 1979, après le tournage du film Le Chasseur, une biopsie révèle un mésothéliome pleural, un cancer de la plèvre incurable, habituellement associé à l’inhalation de poussières d'amiante, particules auxquelles il a été régulièrement exposé lors de ses courses de moto où il porte des combinaisons et des foulards traités à l'amiante pour être ininflammables. Dans un documentaire de 2014 sa veuve Barbara Minty (en) affirme que sa maladie a été contractée alors qu'il était militaire chez les Marines, ayant dû nettoyer lors d'une punition des coques de bateaux et, à cette occasion, inhalant par accident des particules d'amiante.
En février 1980, on découvre dans son corps la présence de métastases. En juillet 1980, l'acteur, qui refuse la chimiothérapie, se rend à Rosarito Beach, au Mexique, pour suivre un traitement non conventionnel, après que les médecins américains lui ont dit qu'ils ne pouvaient plus rien faire pour prolonger sa vie. Ce voyage suscite la controverse, car McQueen demande un traitement à William Donald Kelley (en). Celui-ci préconise une thérapie utilisant des lavements au café, des shampoings fréquents, des injections quotidiennes de fluide contenant des cellules de bétail et la prise d'amygdaline, un composé qui se transforme en cyanure lors de la digestion, et souvent présenté à tort comme un remède contre le cancer. La seule formation médicale de Kelley est un diplôme en orthodontie, et son autorisation d'exercer avait été révoquée en 1976.
L'acteur retourne aux États-Unis début octobre 1980. Malgré les métastases cancéreuses présentes dans tout son corps, William Kelley annonce publiquement que McQueen est en rémission. Son état se détériore pourtant, et d'énormes tumeurs se développent dans son abdomen.
Fin octobre 1980, il retourne au Mexique, à Ciudad Juárez, pour se faire retirer une tumeur abdominale de plus de deux kilos sur son foie, malgré les avertissements des médecins américains, qui le préviennent que la tumeur est inopérable et que son cœur ne supportera pas une telle opération chirurgicale.
Le 7 novembre 1980, Steve McQueen meurt dans son sommeil d'un arrêt cardiaque à 3 h 45 du matin, 12 heures après l'opération visant à retirer ses nombreuses tumeurs abdominales. Il est incinéré, et ses cendres sont dispersées dans l'océan Pacifique.

## Vie privée

### Mariages et descendance

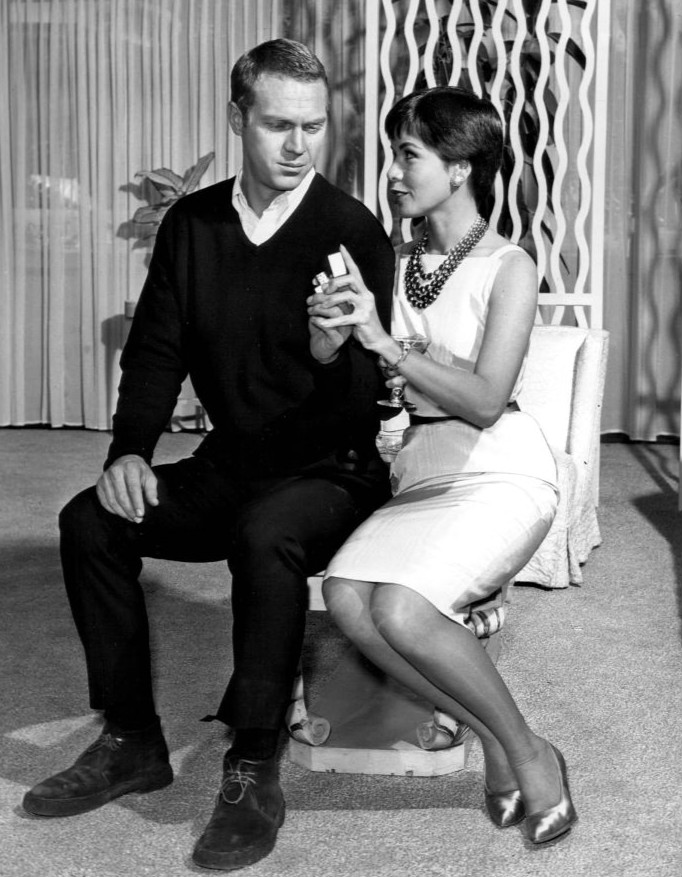
Steve McQueen et Neile Adams en 1960.

De 1956 à 1972, Steve McQueen est marié avec Neile Adams. De leur union sont nés deux enfants : une fille, Terry Leslie (1959-1998) et un fils, Chad McQueen (1960-2024). De 1973 à 1978 il est marié en secondes noces avec Ali MacGraw, et le 16 janvier 1980 il épouse Barbara Minty (en). Il est notamment le grand-père de Steven R. McQueen, qui joue le rôle de Jeremy Gilbert dans la série télévisée Vampire Diaries.
Doté d'un pouvoir de séduction indéniable, l'acteur a la réputation d'être un bourreau des cœurs. Il aime s'amuser et, à l'écran comme à la ville, a les plus belles actrices à son bras. Parfois la frontière entre sa carrière et sa vie privée s'estompe, notamment du fait de la période des années 1960, synonyme d'« amour libre » à cette époque. Il a du mal à résister à la tentation, bien qu'il aime sa femme et ses enfants. Sa femme, Neile Adams, le laisse faire ; mais, lorsque sa liaison avec l'actrice Barbara Leigh apparaît au grand jour, elle l'accepte difficilement et leur mariage bat de l'aile. Lorsque l'acteur pense que sa femme le trompe, celle-ci lui confirme sa courte liaison avec un autre acteur, pour se venger de ses infidélités. Du fait de sa consommation de drogues, McQueen devient de plus en plus paranoïaque et s'emporte facilement. Finalement, Neile, craignant ses réactions, demande le divorce en 1972.

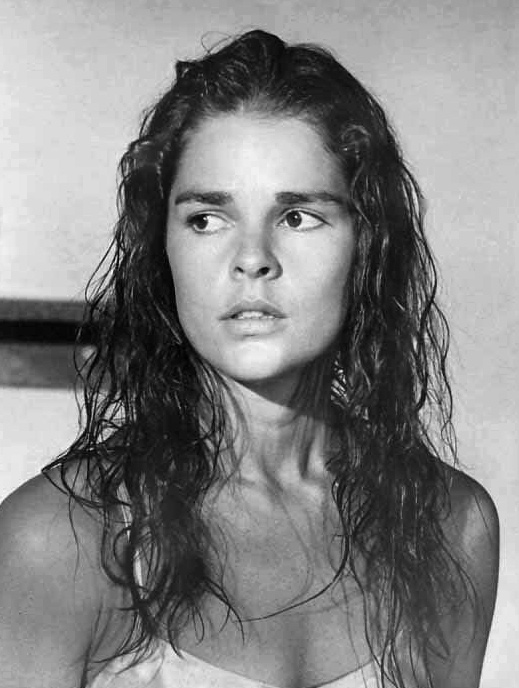
Ali MacGraw en 1972.

En 1972, l'acteur entame le tournage du film Guet-apens (The Getaway), durant lequel il rencontre l'actrice Ali MacGraw, mariée alors au producteur Robert Evans, et l'épouse en secondes noces après son divorce, le 31 août 1973[réf. souhaitée]. Mais sa paranoïa et sa violence enflent de plus en plus, et ses addictions prennent une grande place dans sa vie. Richard MacGraw, père d'Ali MacGraw, apprécie son nouveau gendre : ils se saoulent ensemble à la bière et se sentent proches pour avoir tous deux connu une enfance difficile et pleine de rage. Le comportement violent de McQueen ne s'arrange pas : il enferme sa nouvelle épouse à leur domicile et lui interdit de poursuivre le cinéma. Ali MacGraw s'enfuira après quatre années passées sous les coups de son mari. McQueen ne cesse de cumuler les liaisons et a une aventure plutôt sérieuse avec le mannequin Barbara Minty. Après cinq années d'une union tumultueuse, Ali MacGraw et lui divorcent en août 1978, et comme il avait fait signer à cette dernière un contrat de mariage ne prévoyant pas de versement d'argent en cas de divorce et l'avait cantonnée au foyer, elle se retrouve sans un sou. Aussitôt après le départ de sa seconde épouse, il installe la jeune Barbara chez lui. Elle deviendra sa troisième et dernière épouse en janvier 1980 jusqu'à la mort de l'acteur.

### Personnalité

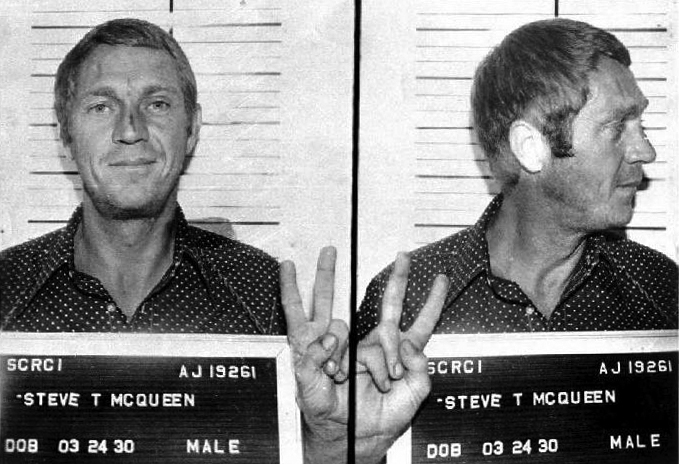
Photographie d'identité judiciaire (Mug shot) de Steve McQueen en 1972 en Alaska lors de son arrestation par la police d'Anchorage pour conduite en état d'ivresse.

Tenant farouchement à sa vie privée, Steve McQueen a déclaré dans une interview, « J'ai une conviction profonde : je veux vivre ma vie comme je l'entends ; en d'autres mots, ma vie privée n'appartient qu'à moi et je me battrai pour que cela reste ainsi. » Individualiste, il ne s'est jamais résolu comme les autres acteurs à se couler dans le « moule Hollywoodien » pour faire semblant de correspondre à une image ; son monde était plutôt celui des motards, des courses, de la vitesse ; le métier d'acteur était plus un « combat » pour lui.
Très proche de sa femme Neile Adams et de ses enfants, père attentionné, il emmenait toujours sa famille avec lui sur les plateaux de tournage, partout dans le monde. Mais, du fait de son caractère possessif, violent et jaloux, avec un machisme affirmé, il entretiendra toute sa vie avec ses épouses, ses maîtresses et ses compagnes une relation chaotique,.
Doté de sex-appeal, il possédait un mélange rare de qualités : un physique, un regard, un calme apparent, une réserve désinvolte mêlée d'un côté « gamin de rue », une virilité « dangereuse » et un charisme nerveux, un tel ensemble étant « convoité par les hommes et admiré par les femmes ».
Il effectuait deux heures d'exercice quotidien, incluant de l'haltérophilie et un footing de cinq miles (8 km). Pat E. Johnson (en), ceinture noire neuvième dans cet art martial, lui apprit le tangsudo. Steve McQueen s’entraînait régulièrement avec lui, Chuck Norris et Bruce Lee. Outre le fait d'apprendre à se battre, les arts martiaux lui servaient à améliorer son autodiscipline et à se maîtriser, du fait de son caractère impulsif.
Cependant, il était aussi connu pour son usage abusif de drogues (William Claxton déclara qu'il fumait de la marijuana presque tous les jours, d'autres disent qu'il sniffait de la cocaïne depuis le début des années 1970). De plus, comme beaucoup d'acteurs de cette époque, il était un très gros fumeur. Il buvait parfois avec excès, et il fut arrêté pour conduite en état d'ivresse à Anchorage en Alaska en 1972.
Dans un documentaire de 2014, plusieurs personnalités sont interviewées au sujet de l'acteur (dont Robert Vaughn). Gary Oldman y parle de la fascination exercée par Steve McQueen, surnommé le « Roi du cool » (King of Cool) : « Dès qu’il déboule à l’écran, il vous attrape. On ne peut pas s’empêcher de le regarder. » Pierce Brosnan ajoute : « Il aimait les femmes, il aimait vivre dangereusement. Il était toujours sur le fil, parce qu’il avait eu un parcours de vie tumultueux », résumant la vie d'un homme caractériel, perfectionniste, qui a « repoussé les limites, enfreint les règles et vécu comme il l’entendait ». McQueen, en raison de son enfance meurtrie et pauvre, a toujours fait preuve d'une attitude de « survivant permanent », bataillant avec les producteurs et les réalisateurs pour imposer ses points de vue dans ses films. Il déclarera d'ailleurs, au faîte de sa gloire : « Si je n’avais pas été acteur, j’aurais pu finir truand. »

### Relations
Steve McQueen était un ami de Sharon Tate et Jay Sebring. Apprenant leur assassinat le 9 août 1969 par des membres de la « famille » de Charles Manson alors qu'il avait prévu d'aller passer la soirée fatidique chez eux, McQueen est sous le choc, d'autant plus que son nom figurait sur la liste noire de Manson. Il achète des armes pour protéger Neile et leurs enfants, devient méfiant, la prise de drogue le rendant paranoïaque.
Ami proche de Bruce Lee, qui lui enseigna le Jeet kune do, lorsque ce dernier décède en 1973, McQueen porte son cercueil avec James Coburn, Robert Lee (en), Taky Kimura et Dan Inosanto.

### Philanthropie
Steve McQueen avait une réputation inhabituelle d'exiger des articles gratuits en vrac auprès des studios lorsqu'il acceptait de faire un film, tels que des rasoirs électriques, jeans et autres articles. Il a été découvert plus tard que McQueen faisait don de ces objets à l'école Boys Republic (en) où il avait passé une partie de son enfance. L'acteur a fait des visites occasionnelles à l'école pour passer du temps avec les élèves, souvent pour jouer au billard et parler de sa propre expérience.

## Collectionneur

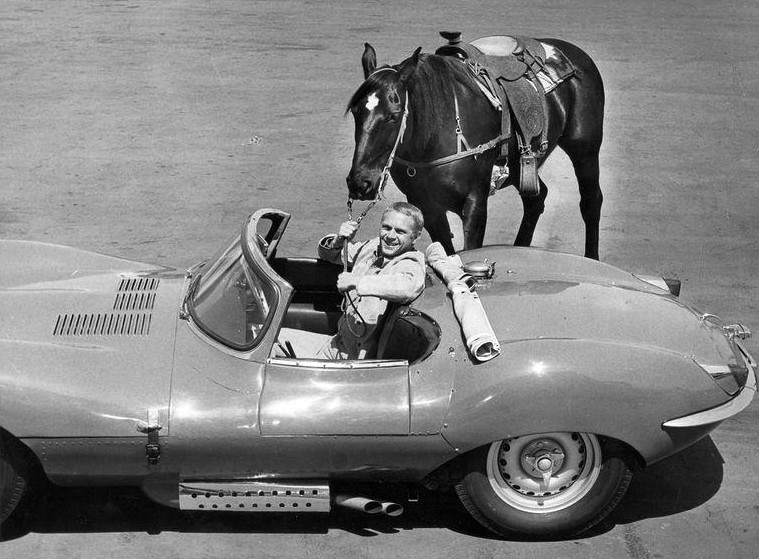
Steve McQueen posant avec son cheval Doc et sa Jaguar XK-SS sport, le 24 juin 1960.

Fan de motocyclisme et de course automobile, Steve McQueen a collectionné certains des plus beaux modèles de motos et de voitures sportives de son époque tout au long de sa carrière : Shelby Cobra, Jaguar XK-SS, des Porsche (Speedster 58), des Ferrari, des Lotus, etc. en passant par la Mini ou la Ford Mustang Fastback GT 390 (comme celle utilisée dans Bullitt).
L'acteur a également collectionné durant vingt-cinq ans toutes sortes d'objets, allant de jouets d'enfants, en passant par des armes, des affiches, des photos et des vêtements. Le 11 novembre 2006, cette collection est dispersée par sa veuve, Barbara McQueen Brunsvold (née Minty). La vente, organisée par Bonhams & Butterfield, se composait de 216 lots, dont la paire de lunettes de soleil Persol que l'acteur portait dans le film L'Affaire Thomas Crown, adjugée à 70 200 $. Il y avait aussi la carabine Winchester modèle 1892 de Au nom de la loi, adjugée à 2 016 $, sa collection de motos Indian, dont la Powerplus Daytona de 1920, adjugée à 150 000 $, le script du film Tom Horn gravé à son nom, adjugé à 35 100 $ et un couteau gravé « To Steve from Dutch », adjugé à 38 025 $. Pour ce dernier, le donateur n'est autre que Von Dutch, alias Kenny Howard, un artiste peintre, père de la Kustom Kulture.

## Implication dans les sports mécaniques

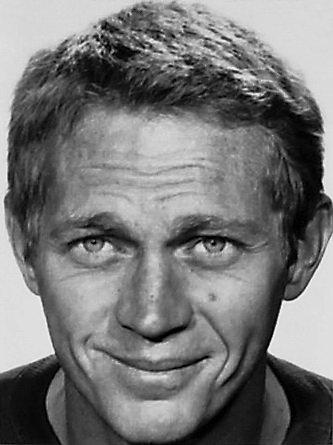
Photo d'identité utilisée par Steve McQueen sur différents documents, dont sa licence de pilote moto.

Steve McQueen était un grand amateur de sports mécaniques et réalisa lui-même plusieurs cascades dans ses films. C'est cette passion qui est à l'origine du film Le Mans. Il possédait d'ailleurs une collection privée composée des plus grandes voitures sportives de son époque.
Dès 1962, sa présence est signalée dans des courses californiennes organisées sous l'égide du Sports Car Club of America (SCCA), notamment à Laguna Seca au volant d'une monoplace Cooper T56 (en) (aussi appelée MKII FJ).
En 1970, lors des 12 Heures de Sebring, il pilote une Porsche 908 en compagnie de Peter Revson. Après avoir mené la course pendant un temps, ils arrivent en deuxième position, 23 secondes après la Ferrari 512 S de Mario Andretti. Steve McQueen participera à cette course avec une jambe dans le plâtre, à la suite d'un accident de moto survenu seulement deux semaines auparavant.
Également pilote de moto, il dispute dans les années 1960 de nombreuses courses de désert de type « Baja », avant d'être sélectionné en 1964 par la fédération américaine pour faire partie de la « team USA » aux championnats du monde d'enduro par équipes, les International Six Days of Trial (ISDT). L'équipe américaine est composée de son ami Bud Ekins (en), le cascadeur qui réalisa le saut à moto dans le film La Grande Évasion, de son jeune frère Dave Ekins et de Cliff Coleman. Elle se déroule à Erfurt en Allemagne de l'Est et attire un grand nombre de reporters du monde entier, du fait de la présence de McQueen derrière le « rideau de fer ». Au guidon d'une moto Triumph de 650 cm3, l'acteur abandonnera au 4e jour de la compétition, à la suite d'une violente chute.
Au début des années 1970, il participe à diverses courses, tel le « Elsinore Grand-Prix », au guidon d'une Husqvarna 400 cm3, à moteur 2 temps, aux côtés de ses amis Malcolm Smith et Mert Lawwill, des pilotes de très haut niveau qui participeront avec lui au tournage de On Any Sunday. On le verra ensuite dans une publicité pour la nouvelle Honda Elsinore de moto-cross, moto qu'il n'utilisera pas en compétition. À cette époque, les sociétés de production du cinéma lui interdisent de s'inscrire à des compétitions de sports mécaniques ; il utilise alors une identité d'emprunt pour y participer, celle de « Harvey Mushman », ce qui n'empêchera pas les journalistes d'en informer le grand public.

## Filmographie

### Acteur

#### Cinéma
| Cinéma      | Cinéma                              | Cinéma                           | Cinéma                           | Cinéma                                                           |             |
| Années      | Titres français                     | Titres originaux                 | Réalisateurs                     | Rôles                                                            |             |
| Années 1950 | Années 1950                         | Années 1950                      | Années 1950                      | Années 1950                                                      | Années 1950 |
| ----------- | ----------------------------------- | -------------------------------- | -------------------------------- | ---------------------------------------------------------------- | ----------- |
| 1953        | Girl on the Run (en)                | Girl on the Run                  | Arthur J. Beckhard et Joseph Lee | Figuration                                                       |             |
| 1956        | Marqué par la haine                 | Somebody Up There Likes Me       | Robert Wise                      | Fidel                                                            |             |
| 1958        | Danger planétaire                   | The Blob                         | Irvin S. Yeaworth Jr. (en)       | Steve Andrews                                                    |             |
| 1958        | Rackets à New York                  | Never Love a Stranger            | Robert Stevens                   | Martin Cabell                                                    |             |
| 1959        | Hold-up en 120 secondes             | The Great St. Louis Bank Robbery | Charles Guggenheim               | George Fowler                                                    |             |
| 1959        | La Proie des vautours               | Never So Few                     | John Sturges                     | Caporal Bill Ringa                                               |             |
| Années 1960 |                                     |                                  |                                  |                                                                  |             |
| 1960        | Les Sept Mercenaires                | The Magnificent Seven            | John Sturges                     | Vin                                                              |             |
| 1961        | Branle-bas au casino                | The Honeymoon Machine            | Richard Thorpe                   | Lieutenant Fergie Howard                                         |             |
| 1962        | L'enfer est pour les héros          | Hell Is for Heroes               | Don Siegel                       | Soldat John Reese                                                |             |
| 1962        | L'Homme qui aimait la guerre        | The War Lover                    | Philip Leacock                   | Capitaine Buzz Rickson                                           |             |
| 1963        | La Grande Évasion                   | The Great Escape                 | John Sturges                     | Capitaine Virgil Hilts « le Roi du Frigo » (« The Cooler King ») |             |
| 1963        | Une certaine rencontre              | Love with the Proper Stranger    | Robert Mulligan                  | Rocky Papasano                                                   |             |
| 1963        | La Dernière Bagarre                 | Soldier in the Rain              | Ralph Nelson                     | Sergent Eustis Clay                                              |             |
| 1965        | Le Sillage de la violence           | Baby the Rain Must Fall          | Robert Mulligan                  | Henry Thomas                                                     |             |
| 1965        | Le Kid de Cincinnati                | The Cincinnati Kid               | Norman Jewison                   | Eric Stoner, le Kid                                              |             |
| 1966        | Nevada Smith                        | Nevada Smith                     | Henry Hathaway                   | Max Sand / Nevada Smith                                          |             |
| 1966        | La Canonnière du Yang-Tsé           | The Sand Pebbles                 | Robert Wise                      | Jake Holman                                                      |             |
| 1968        | L'Affaire Thomas Crown              | The Thomas Crown Affair          | Norman Jewison                   | Thomas Crown                                                     |             |
| 1968        | Bullitt                             | Bullitt                          | Peter Yates                      | Lieutenant Frank Bullitt                                         |             |
| 1969        | Reivers                             | The Reivers                      | Mark Rydell                      | Boon Hogganbeck                                                  |             |
| Années 1970 |                                     |                                  |                                  |                                                                  |             |
| 1971        | Le Mans                             | Le Mans                          | Lee H. Katzin et lui-même        | Michael Delaney                                                  |             |
| 1971        | On Any Sunday                       | On Any Sunday                    | Bruce Brown                      | Lui-même                                                         |             |
| 1972        | Junior Bonner, le dernier bagarreur | Junior Bonner                    | Sam Peckinpah                    | Junior Bonner                                                    |             |
| 1972        | Guet-apens                          | The Getaway                      | Sam Peckinpah                    | Carter « Doc » McCoy                                             |             |
| 1973        | Papillon                            | Papillon                         | Franklin J. Schaffner            | Henri « Papillon » Charrière                                     |             |
| 1974        | La Tour infernale                   | The Towering Inferno             | John Guillermin et Irwin Allen   | Michael O'Hallorhan, le colonel des pompiers                     |             |
| 1978        | Un ennemi du peuple                 | An Enemy of the People           | George Schaefer                  | Docteur Thomas Stockman                                          |             |
| Années 1980 |                                     |                                  |                                  |                                                                  |             |
| 1980        | Tom Horn ...sa véritable histoire   | Tom Horn                         | William Wiard                    | Tom Horn                                                         |             |
| 1980        | Le Chasseur                         | The Hunter                       | Buzz Kulik                       | Ralph « Papa » Thorson                                           |             |

#### Télévision
- 1952 : Affaire de Famille
- 1955 : Goodyear Television Playhouse (en) (série télévisée)
- 1955 : Armstrong Circle Theatre (série télévisée)
- 1955 : Playwright 56 (série télévisée)
- 1956 : The United States Steel Hour (en) (série télévisée) : Bushy
- 1956 : Matinée Théâtre (série télévisée)
- 1957 : L'Ombre du doute (The Defender (en)) de Robert Mulligan : Joseph Gordon
- 1957 : The big Story (série télévisée)
- 1957 : West Point (en) (série télévisée)
- 1957 : The 20th Century-Fox Hour (en) (série télévisée) : Kinsella
- 1958 : Trackdown (série télévisée) : Josh Randall - Bounty Hunter
- 1958 : Tales of Wells Fargo (en) (série télévisée) : Bill Longley
- 1958 : Climax! (série télévisée) : Anthony Reeves / Henry Reeves
- 1958-1961 : Au nom de la loi (série télévisée) : Josh Randall
- 1959-1960 : Alfred Hitchcock présente (série télévisée) : Gambler / Bill Everett
- 1971 : Challenge one (On Any Sunday)
- 1976 : Dixie Dynamite

### Producteur
- 1978 : Un ennemi du peuple de George Schaefer
- 1980 : Tom Horn de William Wiard

## Distinctions

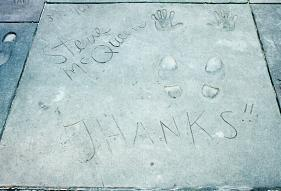
Empreintes de Steve McQueen devant le Grauman's Chinese Theatre sur Hollywood Boulevard.

### Récompenses
- Festival international du film de Moscou 1963 : Prix du meilleur acteur pour La Grande Évasion
- Golden Globes 1967 : Trophée Henrietta Award.
- Golden Globes 1970 : Trophée Henrietta Award.

### Nominations
- Golden Globes 1964 : Meilleur acteur pour Une certaine rencontre
- Golden Globes 1967 : Meilleur acteur pour La Canonnière du Yang-Tsé
- Oscars 1967 : Meilleur acteur pour La Canonnière du Yang-Tsé
- Golden Globes 1970 : Meilleur acteur pour Reivers
- Golden Globes 1974 : Meilleur acteur pour Papillon

## Hommages posthumes

### Motocyclisme
- En 1999, le nom de Steve McQueen est ajouté au Motorcycle Hall of Fame de l’American Motorcyclist Association (AMA)[39].

### Musique
- En 1985, le groupe Prefab Sprout donne le nom de Steve McQueen à son second album. Aux États-Unis, un conflit avec les héritiers de l'acteur empêcha que cet album soit publié sous ce nom.
- En 2002, la chanteuse Sheryl Crow écrit une chanson dont le titre est Steve McQueen, extrait de l'album C'mon C'mon. Dans le clip, on peut voir apparaître l'étoile de McQueen sur le Walk of Fame à Hollywood.
- En 2008, le groupe The Automatic donne le nom de Steve McQueen à une de ses chansons.
- En 2011, le groupe M83 écrit une chanson intitulée Steve McQueen, laquelle apparaît sur l'album Hurry Up, We're Dreaming, sorti en octobre 2011.

### Cinéma
- Dans le film 2 Fast 2 Furious (2003), Brian O' Conner, le personnage principal du film, est surnommé « Bullitt » par ses amis en raison de son passé de policier, ses aptitudes et de sa dextérité à conduire sa voiture lors de rodéos urbains.
- Le personnage Flash McQueen des films Cars (2006), Cars 2 (2011) et Cars 3 (2017) est un hommage à l'acteur pour ses courses automobiles, mais pas seulement. Dans les bonus du DVD Cars, il est indiqué que le nom du personnage est une double référence : son nom, « McQueen », est un hommage rendu à Glenn McQueen, un animateur de Pixar mort en 2002, et une référence à Steve McQueen dont une des grandes passions était la course automobile.
- Dans Steve McQueen: The Man & Le Mans (en), film documentaire de Gabriel Clarke et John McKenna, sorti le 4 novembre 2015 en France.
- Il est un personnage du film Once Upon a Time… in Hollywood (2019) de Quentin Tarantino. Son rôle est interprété par Damian Lewis.

### Marques commerciales
- En 2005, la marque d'horlogerie TAG Heuer lui rend hommage avec une édition collector de son chronographe « TAG Heuer Monaco », que le pilote aura grandement contribué à rendre célèbre.
- En 2010, la marque de vêtements anglaise Barbour réédite la veste International portée par McQueen lors des ISDT 1964 à l'occasion des soixante-quinze ans de ce modèle. La distribution est limitée à 75 vestes par pays.
- La marque d'équipements moto Troy Lee Designs (TLD) édite depuis 2011 des casques de moto avec une décoration rendant hommage à Steve McQueen. Elle édite également depuis 2012 une ligne de vêtements à l'effigie de l'acteur.
- En 2012, la marque anglaise Triumph sort une série de motos de la « Bonneville Steve McQueen », une réplique moderne des motos qu'il utilisait dans les courses de désert des années 1960, série limitée à 1 100 exemplaires. La marque anglaise réédite également des tee-shirts comme ceux portés lors de ces courses.
- La marque de moto Husqvarna Motorcycles a également surfé sur la notoriété de Steve McQueen en éditant quelques vêtements à l'effigie de la star, ce dernier ayant roulé sous les couleurs « suédoises » au début des années 1970 ; notamment un tee-shirt rappelant qu'il roulait sous la fausse identité de « Harvey Mushman », lors de courses de motos.
- La marque américaine de casques Bell Sports (en) a également réédité deux modèles de casques utilisés par l'acteur, notamment celui aux couleurs de l'équipe des USA porté par McQueen lors des ISDT 1964.

## Voix françaises
En France, Jacques Thébault a été la voix française régulière de Steve McQueen,,. Il y a également eu de manière occasionnelle Marc Cassot qui l'a doublé à quatre reprises.